# Danimir Ćurković
Danimir Ćurković (serbisch-kyrillisch Данимир Цурковић; * 4. Januar 1984 in Vrbas, SFR Jugoslawien) ist ein ehemaliger serbischer Handballspieler.

## Karriere

### Verein
Der 1,95 m große Rückraumspieler spielte in seiner Heimar für RK Vrbas, bevor er 2005 zu RK Vojvodina wechselte. Mit dem Verein aus Novi Sad gewann er 2006 den serbisch-montenegrinischen Pokal. Die nächsten sechs Jahre verbrachte er in Spanien bei Club Balonmano Antequera und bei AMAYA Sport San Antonio. Von 2012 bis zu seinem Laufbahnende 2016 lief er erneut für Vojvodina auf. In dieser Zeit gewann er vier serbische Meisterschaften sowie 2015 den serbischen Pokal. Eine schwere Schulterverletzung zwang ihn zum Rücktritt vom Profisport.

### Nationalmannschaft
In der serbischen A-Nationalmannschaft debütierte Ćurković vor der Weltmeisterschaft 2011. Im Turnier kam er hauptsächlich in der Abwehr zum Einsatz und blieb in neun Spielen ohne Torwurf. Mit Serbien wurde er Zehnter. Bis 2012 bestritt er mindestens 14 Länderspiele, in denen er ein Tor erzielte.

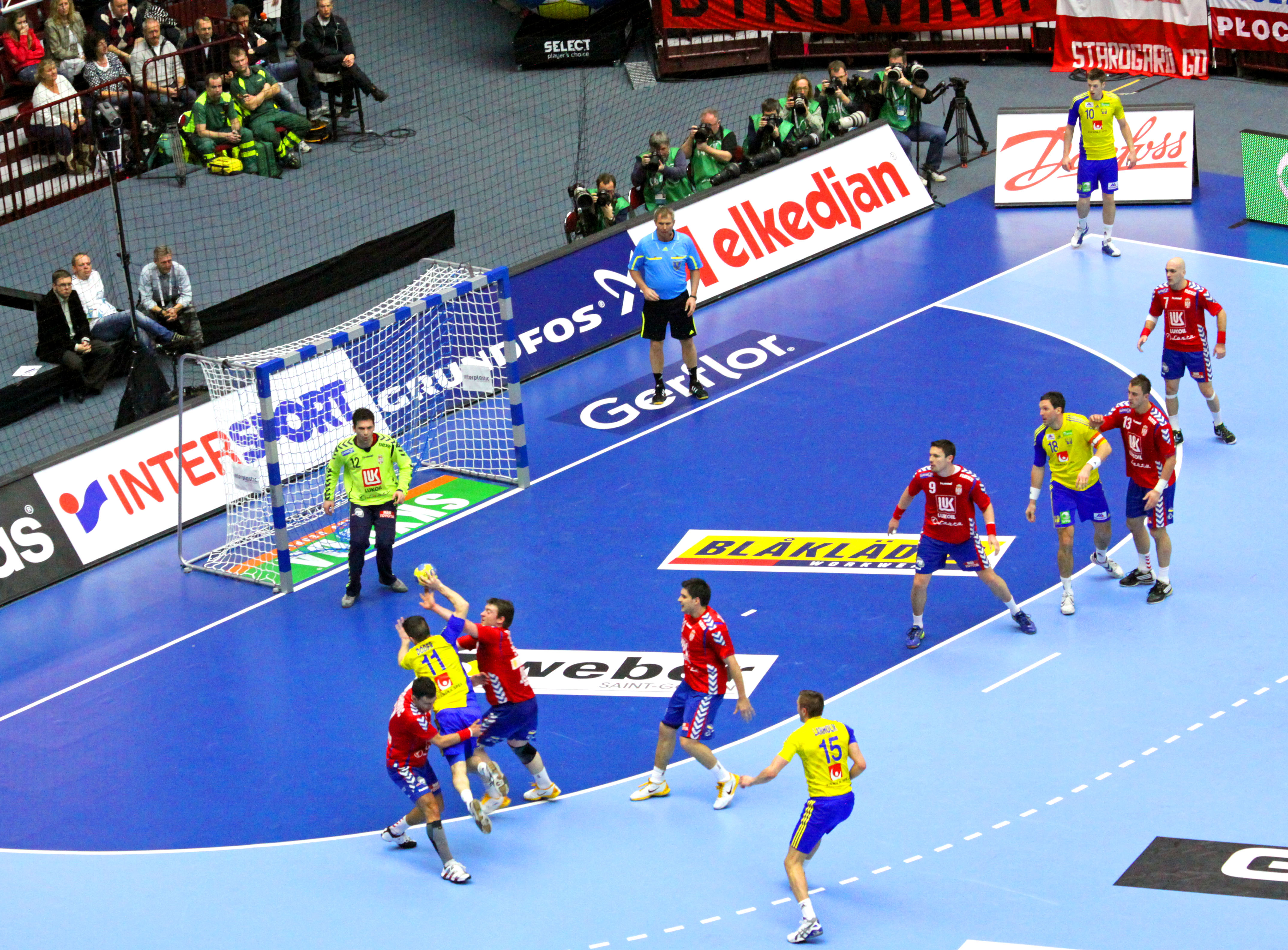
Danimir Ćurković (Nr. 9) im Deckungszentrum der serbischen Mannschaft im Spiel gegen Schweden bei der Weltmeisterschaft 2011.